# Cantón de Rillieux-la-Pape
El cantón de Rillieux-la-Pape (en francés canton de Rillieux-la-Pape) era una división administrativa francesa, que estaba situada en el departamento de Ródano, de la región de Ródano-Alpes.

## Composición
El cantón estaba formado por tres comunas:
- Rillieux-la-Pape
- Sathonay-Camp
- Sathonay-Village

## Supresión del cantón
En aplicación del artículo L3611-1 del código general de las colectividades territoriales francesas, el cantón de Rillieux-la-Pape fue suprimido el 1 de enero de 2015 y sus comunas pasaron a formar parte de la Metrópoli de Lyon.